# Tamar

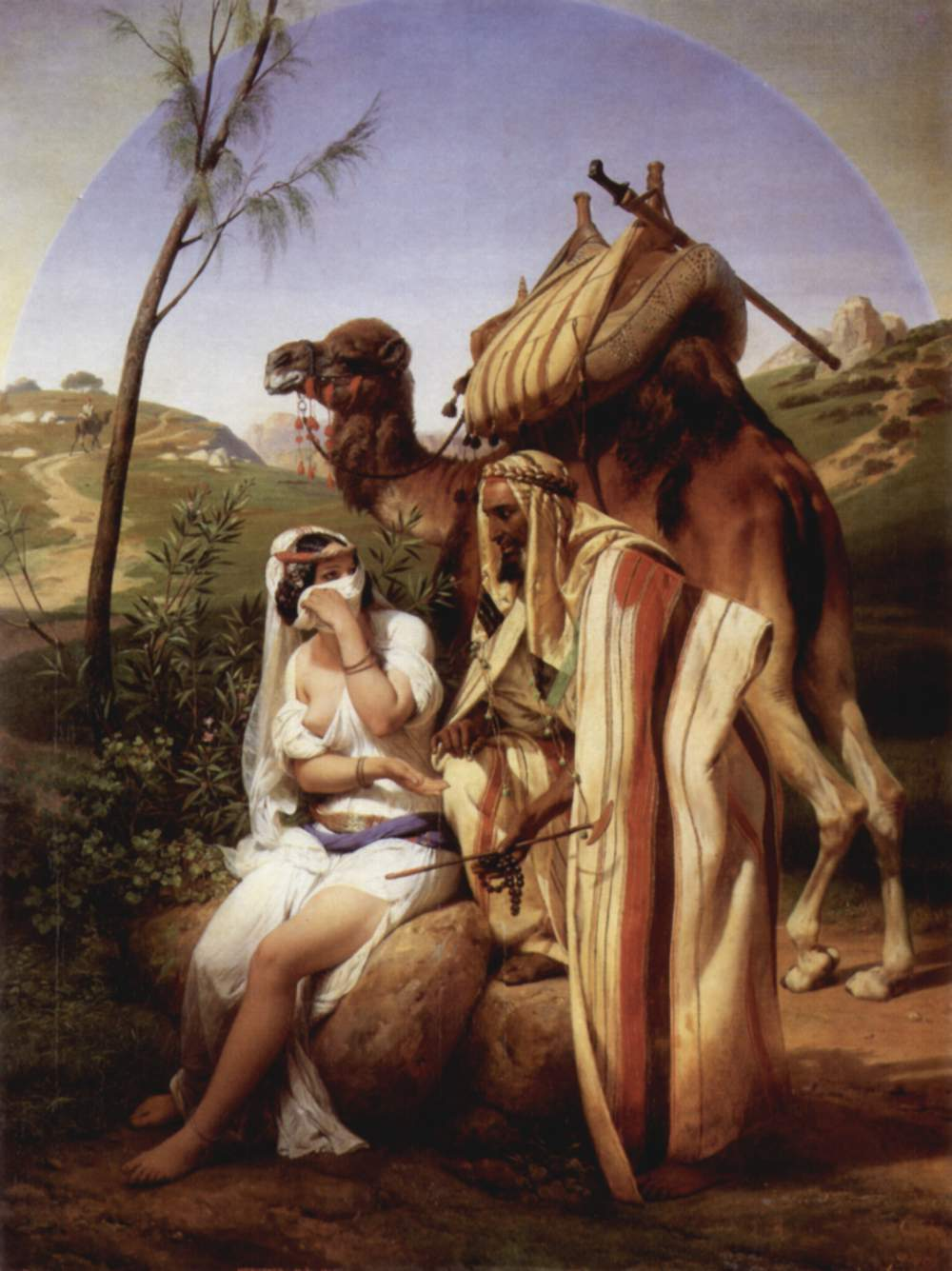
Juda och Tamar (Vernet, 1840)

Tamar var enligt Gamla Testamentet änka efter Er. Hon hade avbrutet samlag med Onan. Hon förklädde sig till prostituerad och blev med barn genom sin svärfar, stamfadern Juda, Ers och Onans far, när han inte gav henne sin kvarvarande son, Shela, till make. Hon kom att föda Juda tvillingpojkar, Peres och Sera, av vilka Peres kom att bli stamfader till kung David.